# Ana de Armas
Ana Celia de Armas Caso (La Habana, 30 de abril de 1988) es una actriz cubana.Comenzó su carrera con 16 años en su país natal y pronto obtuvo un papel principal en el drama romántico hispanocubano Una rosa de Francia (2006). A la edad de 18 años, se mudó a Madrid y protagonizó series como la popular serie de suspenso El internado (2007-2010) y el drama histórico Hispania, la leyenda (2010-2012). 
Después de mudarse a Los Ángeles, De Armas tuvo papeles de habla inglesa en el thriller psicológico Knock Knock (2015), la comedia criminal War Dogs (2016), y tuvo un papel secundario en la película biográfica Manos de piedra (2016). Saltó a la fama con su papel de Joi, una proyección holográfica de IA en la película de ciencia ficción Blade Runner 2049 (2017). Por su interpretación de la enfermera Marta Cabrera en la película de misterio Knives Out (2019), fue nominada al Globo de Oro a la mejor actriz de comedia o musical.

## Biografía
Ana Celia de Armas Caso nació el 30 de abril de 1988 en La Habana, Cuba, hija de Ramón de Armas y de su esposa Ana Caso, y creció en Santa Cruz del Norte, Cuba. Sus abuelos maternos eran inmigrantes españoles en Cuba procedentes de las localidades de Guardo (montaña palentina) y Valverde de la Sierra (montaña leonesa), ambas muy cercanas, situadas en el noroeste de España. Su abuela paterna era una inmigrante proveniente de la Unión Soviética, aunque no se especifica de qué país era. Su padre ocupó diferentes cargos, entre ellos, director de banco, maestro, profesor, director de escuela y teniente de alcalde de una ciudad. Anteriormente había estudiado Filosofía en una universidad de la Unión Soviética. Su madre trabajaba en la sección de recursos humanos del Ministerio de Educación de Cuba. Tiene un hermano mayor, Francisco Javier de Armas Caso, un fotógrafo que vive en Nueva York quien, en 2020, fue cuestionado por la policía cubana por su postura crítica sobre el Decreto 349 y sus vínculos con artistas bajo vigilancia gubernamental. Si bien creció con racionamiento de alimentos, escasez de combustible y cortes de electricidad durante el periodo especial de Cuba, ha descrito su pasado como feliz.
Cuando era más joven, no tenía acceso a internet y tenía un conocimiento limitado de la cultura popular más allá de Cuba. Se le permitió ver «20 minutos de dibujos animados el sábado y la matiné de películas del domingo». Su familia no tenía un «reproductor de video o DVD» y ella veía películas de Hollywood en el apartamento de su vecino. Memorizó y practicó monólogos frente al espejo, y decidió convertirse en actriz cuando tenía 12 años. En 2002, a la edad de 14 años, audicionó con éxito para unirse a la Escuela Nacional de Arte de Cuba. Hizo autoestop y viajó en autobús todos los días para asistir al «riguroso» curso. Mientras estudiaba allí, filmó tres películas. Su pronta incursión en la ficción, le sentó mal a los profesores porque se ausentaba demasiado a las clases. Dejó el curso de teatro de 4 años, meses antes de presentar su tesis final porque a los graduados cubanos se les prohíbe salir del país sin completar tres años de servicio obligatorio en el estado.
A la edad de 18 años, tras conseguir la ciudadanía española a través de sus abuelos maternos, ella de Guardo, en la Montaña Palentina, en la provincia de Palencia, y él de Valverde de la Sierra, en la provincia de León, se mudó a Madrid para seguir una carrera como actriz aconsejada por un representante español.

## Carrera profesional

### 2006-2014: inicios de carrera y estrellato español

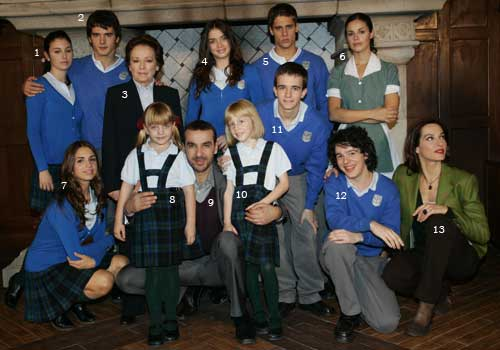
Ana de Armas (de pie en el centro con el número 4) con el elenco de El internado en 2008

A la edad de 16 años en su país natal y con tan solo dos años de formación en la Escuela Nacional de Arte de Cuba, tuvo un papel protagonista junto a Álex González en el drama romántico de Manuel Gutiérrez Aragón, Una rosa de Francia (2005) grabado entre Cuba y España. El actor cubano Jorge Perugorría sugirió que el director considerara a la actriz para el papel, después de conocerla mientras asistía a una fiesta de cumpleaños con sus hijas. El director la interrumpió en medio de su audición para informarle que el papel era suyo. Durante ese rodaje, conoció a un representante español que le propuso trasladarse a Madrid (España). Viajó a España como parte de una gira promocional de la película y le presentaron a Juan Lanja, quien más tarde se convertiría en su agente español. Luego actuó en las películas cubanas, El edén perdido (2007) y tuvo un papel secundario en la película de Fernando Pérez Valdés, Madrigal (2007) filmada por la noche sin el permiso de sus tutores de la escuela de teatro.
A los 18 años, se mudó a Madrid. El primer casting que hizo fue a una semana de llegar a España, en aquella audición se reunió con el director de casting Luis San Narciso, quien la había visto en Una rosa de Francia. Dos meses después, la eligió como Carolina Leal en el drama adolescente, El internado, el que protagonizó seis temporadas desde 2007 hasta 2010. La serie de televisión, ambientada en un misterioso internado, se hizo popular entre espectadores e hizo de Ana de Armas una figura famosa en España. En un descanso de la filmación, protagonizó Mentiras y gordas (2009). A pesar de la popularidad de la serie adolescente, la actriz se sintió encasillada ya que le ofrecian principalmente papeles de adolescente. Ella pidió que la excluyeran de la serie en su segunda y última temporada, pero interpretó el papel hasta la sexta temporada contribuyendo en el trágico final de su personaje y con la esperanza de dar el salto definitivo al cine.
Después de pasar unos meses viviendo en Nueva York (Estados Unidos) para aprender inglés, más adelante, fue persuadida de regresar a España para protagonizar diecisiete episodios del drama histórico, Hispania, la leyenda (2010-2011).
En 2011, mientras estaba trabajando en España, empezó a hacer castings en Estados Unidos. A la vez, protagonizó las películas de terror de Antonio Trashorras, El callejón (2011) y Anabel (2015), y el drama español, Por un puñado de besos (2014), junto a su excompañero de El internado, Martiño Rivas.
Durante un largo período sin actuar, participó en talleres en la compañía de teatro madrileña de Tomaž Pandur y se sintió «muy ansiosa» por la falta de impulso en su carrera. Con el apoyo de su agente de Hollywood recién contratado, decidió mudarse a Los Ángeles.

### 2015-presente: transición a Hollywood y reconocimiento internacional
Cuando llegó por primera vez a Los Ángeles en 2014, tuvo que comenzar su carrera nuevamente «desde cero». Hablaba muy poco inglés y, durante las primeras audiciones, a menudo «ni siquiera sabía lo que [ella] estaba diciendo». Pasó cuatro meses en educación a tiempo completo para aprender inglés, no queriendo estar limitada a personajes escritos específicamente para actrices latino americanas.
En un aeropuerto se encontró con un productor que conocía al director Eli Roth, quién le dio un papel en el thriller psicológico con tintes eróticos, Knock Knock (2015) junto a Keanu Reeves. Esta película supuso su primer lanzamiento en Hollywood, y para ella tuvo que aprender fonéticamente sus líneas. Reeves congenió tanto con la cubana en el rodaje que más tarde, telefoneó a la actriz para invitarla a protagonizar un papel en español en el thriller Exposed (2016), en el que actuó y produjo.
Gracias a la insistencia de su representante, Ana al poco tiempo se veía haciendo castings para los grandes estudios de Hollywood. A continuación, tuvo un papel secundario en el filme de Todd Phillips, War Dogs (2016), en el que actúa junto a Miles Teller, como la esposa de un traficante de armas, y de nuevo aprendió sus líneas fonéticamente. Phillips cambió la nacionalidad de su personaje original para adaptarlo al acento de la cubana. David Ehrlich de IndieWire la encontró «memorable en un papel ingrato».
La actriz actuó junto al venezolano Édgar Ramírez en la película biográfica Manos de piedra (2016) como la esposa del boxeador panameño Roberto Durán. A pesar de su estreno tardío, Manos de piedra fue la primera película de Hollywood que filmó después de ser contactada por el director Jonathan Jakubowicz cuando aún vivía en Madrid, quien la había visto en El internado y le pidió que viajara a Los Ángeles para hacer una audición para la parte en español. Al reseñar la película, Christy Lemire de RogerEbert.com describió a la actriz como «una presencia enormemente carismática. Pero, excepto por un par de momentos llamativos, tiene poco que hacer además de funcionar como la esposa obediente».

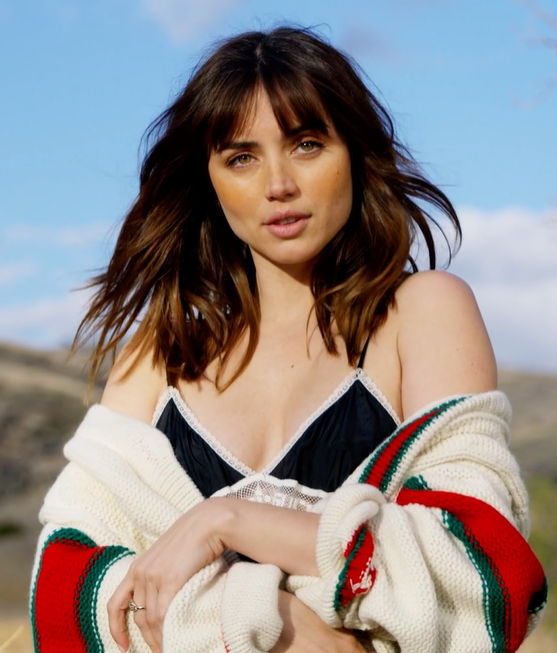
Ana de Armas en 2017

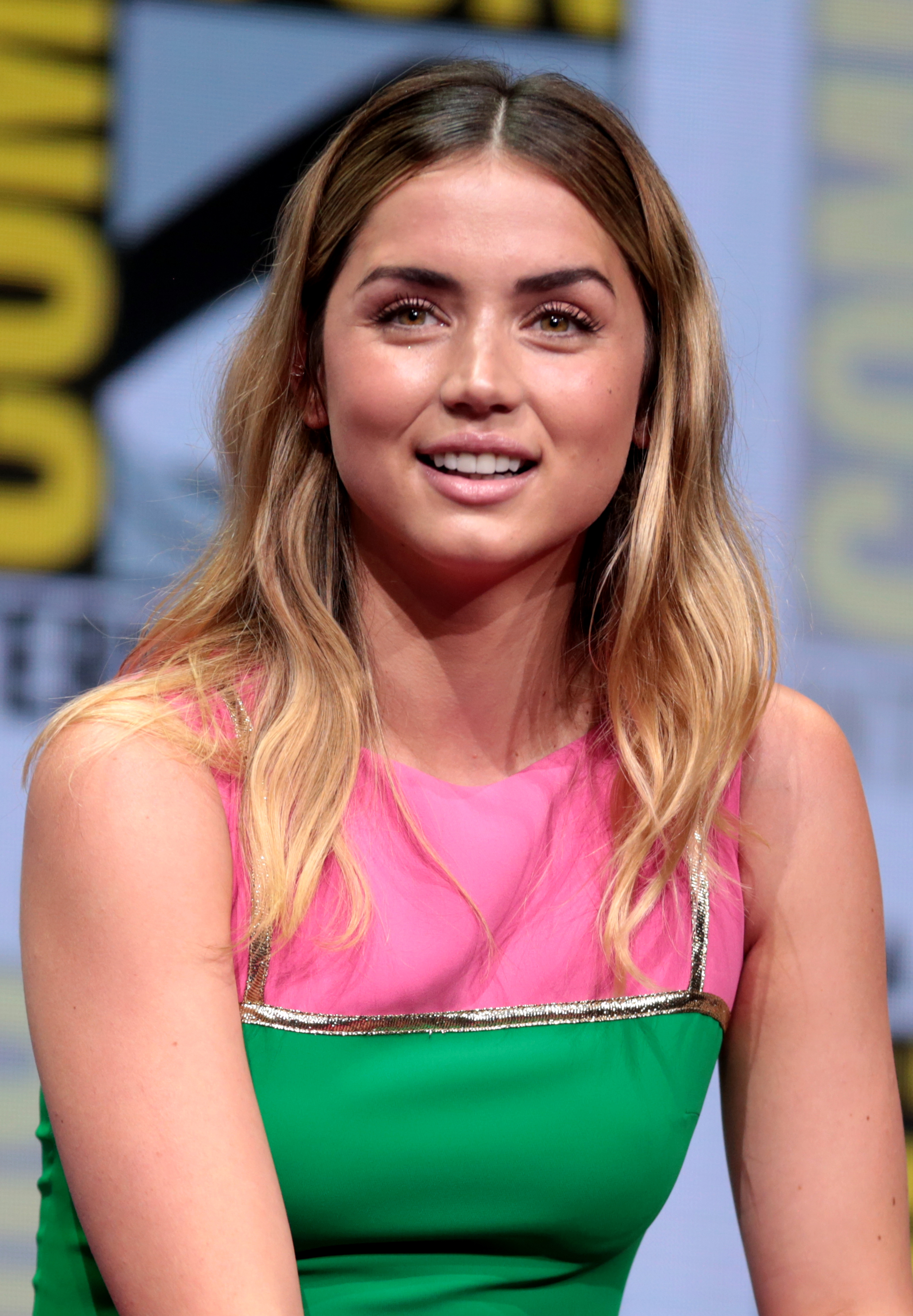
Ana de Armas en la Convención Internacional de Cómics de San Diego en julio de 2017

Ana convenció en el último momento a Denis Villeneuve, para el thriller futurista y secuela de Blade Runner, Blade Runner 2049 (2017), compartiendo créditos con Harrison Ford, Ryan Gosling y Jared Leto. Tuvo un papel secundario como Joi, la novia holográfica de IA del personaje de Gosling. La actriz se impuso una dieta y una tabla de ejercicios para el papel. Mark Kermode de The Guardian dijo que «aporta calidez tridimensional a un personaje que es esencialmente una proyección digital». Anthony Lane, de The New Yorker, la encontró «maravillosa»: «Siempre que aparece Joi, el corazón imaginativo de la película comienza a acelerarse». Si bien la actuación se discutió inicialmente como un papel innovador, la película tuvo un rendimiento comercial inferior, y la actriz pasó gran parte del año siguiente en su Cuba natal, donde compró una casa. También en 2017, tuvo un papel secundario en el thriller de acción Overdrive como el interés amoroso del personaje de Scott Eastwood. Stephen Dalton de The Hollywood Reporter dijo que ella «irradia más carisma de lo que su ingrato papel de compañera podría sugerir».

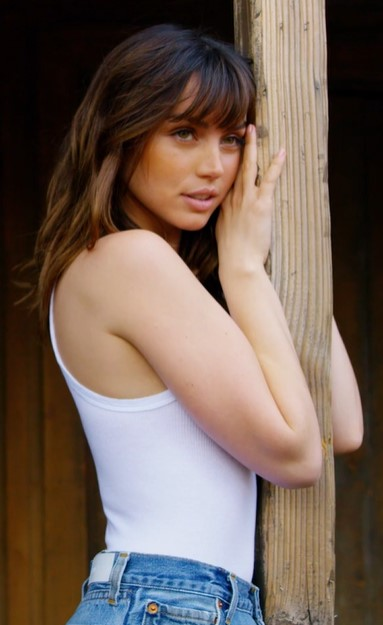
Ana de Armas en una sesión de fotos para GQ México en marzo de 2018

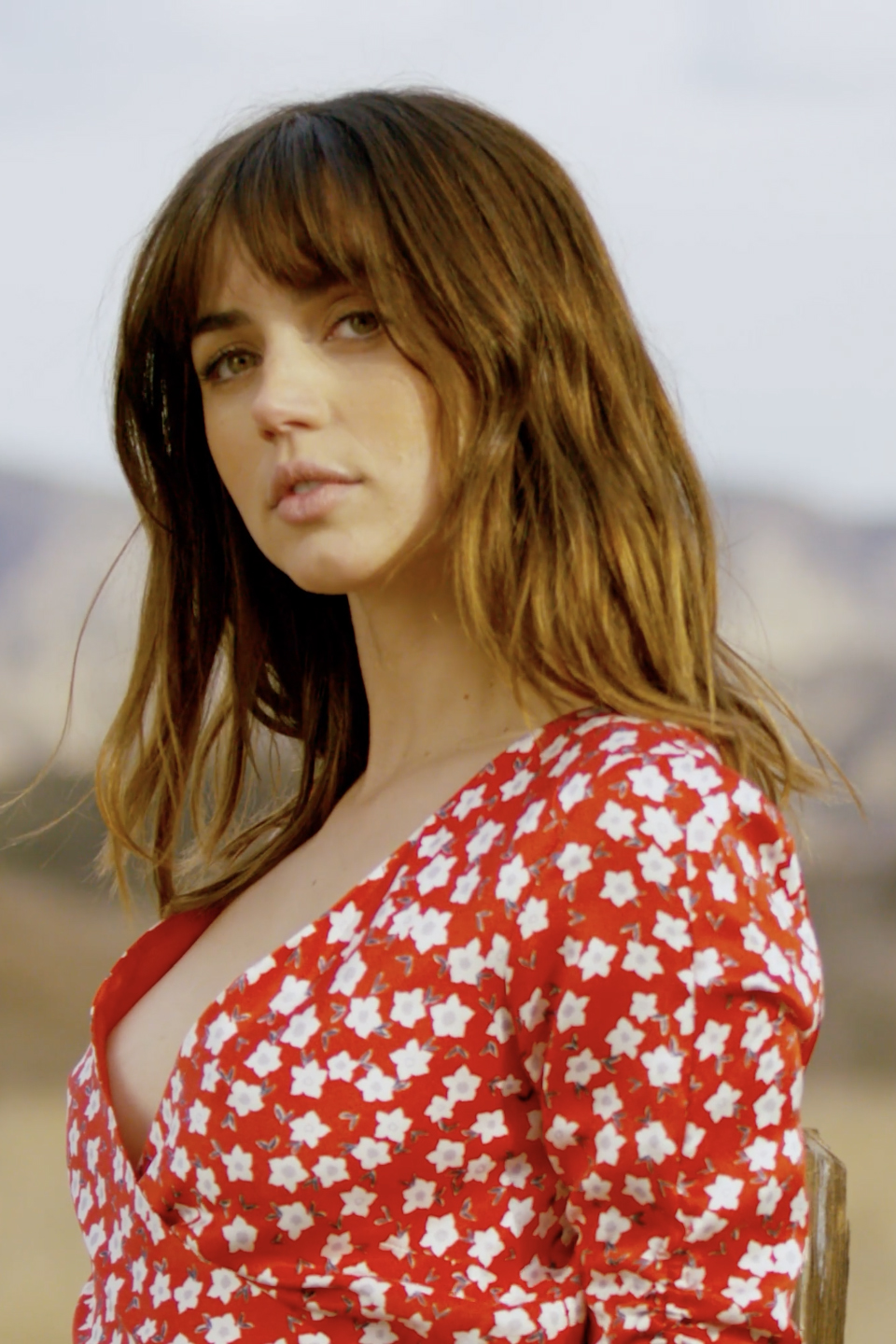
Ana de Armas en una sesión de fotos para GQ México en marzo de 2018

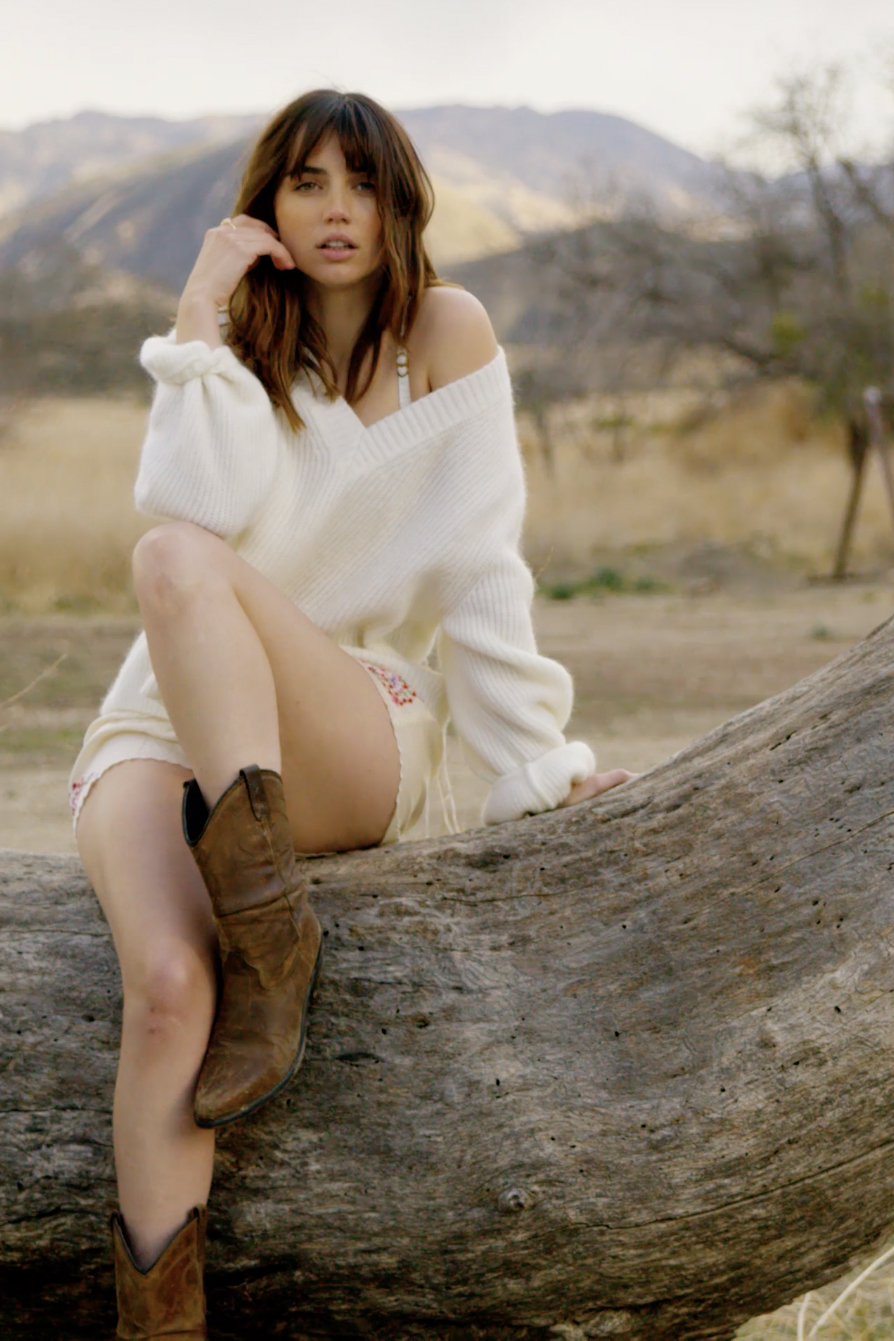
Ana de Armas en una sesión de fotos para GQ México en marzo de 2018

En 2018, actuó junto a Demián Bichir en el drama médico Corazón de John Hillcoat, donde interpretó a una mujer dominicana con insuficiencia cardíaca en el cortometraje, financiado por el Centro Médico Montefiore para sensibilizar sobre la donación de órganos.

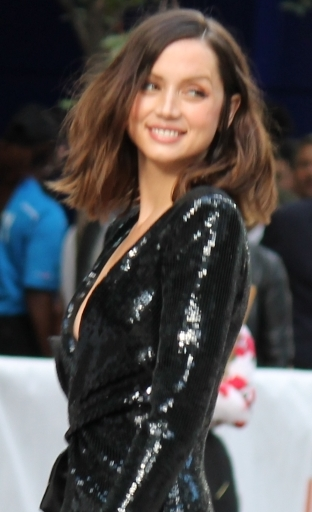
Ana de Armas en el Festival Internacional de Cine de Toronto en 2019

Su destacado papel como Marta Cabrera, una enfermera inmigrante en la película de misterio Knives Out (2019), escrita y dirigida por Rian Johnson, fue ampliamente elogiado y marcó un gran avance para la actriz. Cuando se le acercó por primera vez el proyecto, no le entusiasmaba la idea de interpretar a una «cuidadora latina» estereotipada, pero pronto se dio cuenta de que su personaje era «mucho más que eso». Tom Shone de The Times comentó: «La actuación sobresaliente de la película proviene de su miembro menos conocido, la cubana De Armas, quien maneja la difícil tarea de hacer que la bondad sea interesante». Benjamin Lee de The Guardian dijo que su actuación «sorprendente» dejó una «impresión duradera». Por su interpretación, fue nominada en la 77.ª edición de los premios Globo de Oro como mejor actriz de comedia o musical y junto con el elenco ganó el Premio de la National Board of Review al mejor elenco. Por otro lado, si bien las escenas de la actriz junto a Himesh Patel en la comedia romántica Yesterday de 2019 se incluyeron en el avance de la película, finalmente se eliminaron del corte final. El director Danny Boyle dijo que, aunque la actriz estaba «realmente radiante» en sus escenas, la introducción de una subtrama con un triángulo amoroso no fue bien recibida por el público.
Más adelante, protagonizó cuatro películas estadounidenses estrenadas en 2020. Tuvo un papel secundario en el thriller criminal The Informer como la esposa del personaje de Joel Kinnaman. Guy Lodge de Variety encontró «su reducido papel es aún más evidente tras su estrellato en Knives Out». Apareció como una mujer fatal en el drama criminal negro The Night Clerk. Brian Tallerico de RogerEbert.com dijo que la película «no tenía idea» de qué hacer con su «carisma cegador» mientras Katie Rife de The A.V. Club remarcó que sería recordado, «en todo caso, como una película para la que De Armas era demasiado buena». Actuó junto a Wagner Moura en la película biográfica de Netflix Sergio (2020) como Carolina Larriera, funcionaria de la ONU y socia del diplomático Sergio Vieira de Mello. John DeFore de The Hollywood Reporter la encontró «magnética» mientras que Jessica Kiang de Variety dijo que imbuyó al papel «con una inteligencia y voluntad que la convierten en algo más que el contraste romántico de De Mello». También se reunió con Moura para interpretar a la esposa de uno de los Cinco Cubanos en el thriller de espías de Netflix de Olivier Assayas La Red Avispa, en donde también actuaron Edgar Ramírez, Penélope Cruz y Gael García Bernal. La película se rodó en localizaciones de Cuba y fue el primer trabajo de la actriz en su país de origen desde que se fue cuando tenía 18 años. Glenn Kenny de The New York Times la encontró «magnífica» mientras que Jay Weissberg de Variety la describió como «una presencia alegre y hechizante cuya carrera parece destinada a lo grande».
En 2021, De Armas se reencontró con su coprotagonista de Knives Out, Daniel Craig, para interpretar a la nueva chica Bond en Sin tiempo para morir de Cary Fukunaga. Fukunaga escribió el personaje de una agente cubana de la CIA con De Armas en mente y se construyó una réplica del centro de La Habana en los Pinewood Studios de Londres.
En 2022 protagonizó junto a Ben Affleck el thriller erótico Deep Water de Adrian Lyne, basada en la novela homónima de Patricia Highsmith, en la que los actores interpretan a una pareja en un matrimonio adúltero. La película se estrenó por Prime Video y significó el regreso de Lyne a la dirección después de veinte años. Ese mismo año, también estrenó el thriller de espionaje, The Gray Man de los Hermanos Russo para Netflix, coprotagonizado junto a Ryan Gosling y Chris Evans. La película es hasta ahora la más costosa de la historia de la plataforma.

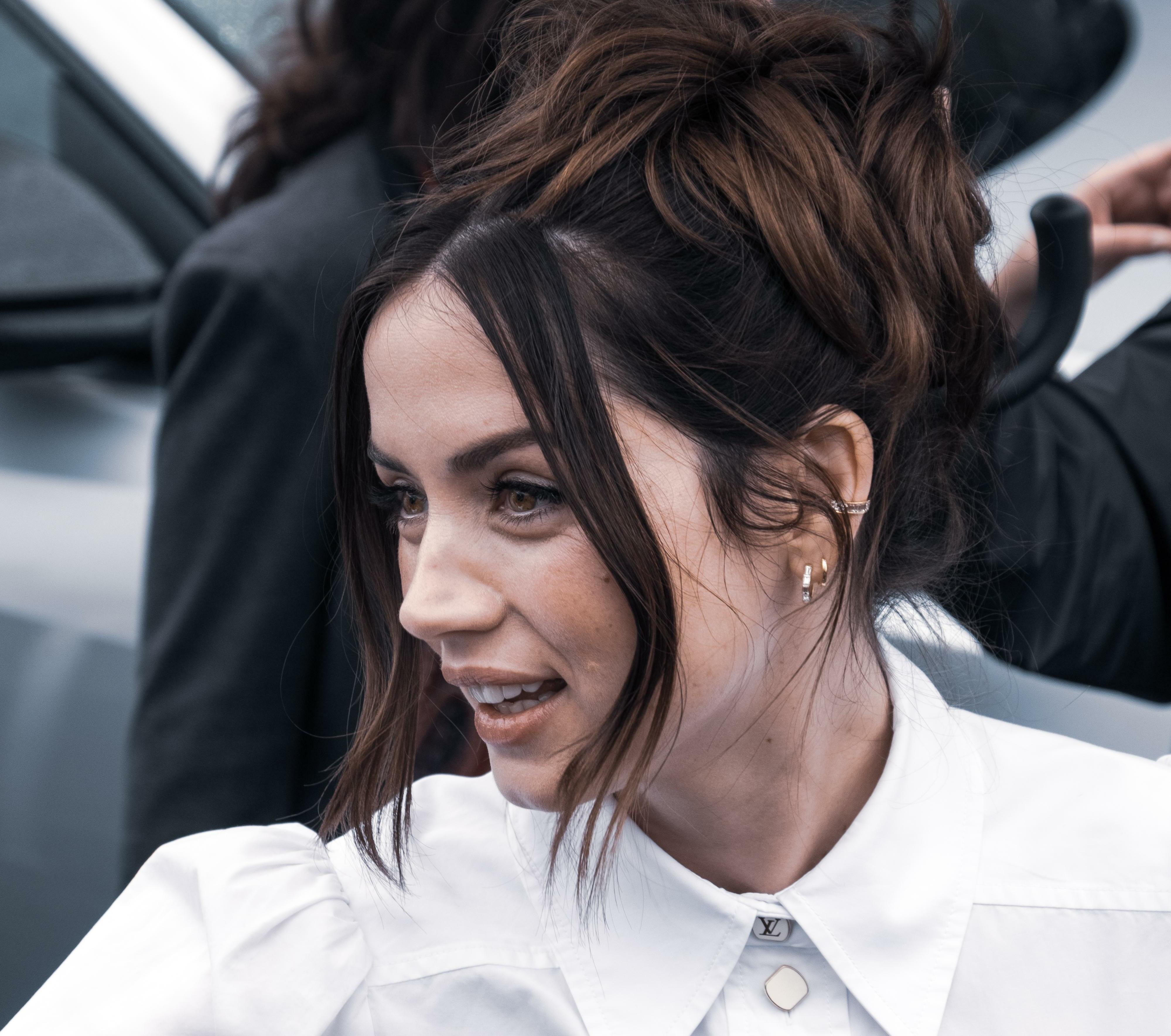
Ana de Armas en el Festival Internacional de Cine de San Sebastián en 2022

En 2022, se estrenó la película biográfica sobre la vida de Marilyn Monroe, Blonde dirigida por Andrew Dominik y producida por Brad Pitt para Netflix. La película está basada en la ficticia novela de Joyce Carol Oates. El director Andrew Dominik recordó la actuación de la actriz en Knock Knock y, mientras pasaba por un largo proceso de casting, Dominik le aseguró el papel después de la primera audición. En preparación para su personaje, trabajó con un entrenador de dialectos durante un año. Considerada como "una de las películas más importantes del año", la actriz recibió una ovación de 15 minutos por su excelente trabajo en su estreno en la 75.ª edición del Festival Internacional de Cine de Venecia, tras recibir una oleada de críticas por su acento latino.
En diciembre del 2022, la actriz es nominada al Globo de Oro en la 80.ª Edición de los premios, a mejor actriz de película dramática por su interpretación de Marilyn Monroe en Blonde.
En 2023 protagonizó la película de Apple TV+ Ghosted, junto a Chris Evans nuevamente, en donde De Armas fue la reemplazante de Scarlett Johansson.
En 2024 figura como una de las protagonistas de la película de suspense, Eden junto a Vanessa Kirby, Jude Law, Sydney Sweeney y Daniel Brühl. La película fue completamente rodada en Australia entre 2023 y 2024, bajo la dirección de Ron Howard.
En 2025 protagoniza el thriller Ballerina, spin off de John Wick y dirigida por Len Wiseman,tras ser elegida personalmente por Keanu Reeves para el papel principal de la película.
La actriz tiene pendiente de rodaje Deeper, una película de terror ambientada en el fondo marino dirigida por Doug Liman, donde comparte protagonismo con Tom Cruise y que tienen previsto que finalice la producción para principios de 2027 tras algún imprevisto en la postproducción con la negociación de los actores, y para la cual De Armas ha tenido que superar un intenso entrenamiento de buceo. Asimismo, protagonizará Bananas, una serie de David O. Russell, para Apple TV y en la que será compañera de Oscar Isaac.

## Imagen pública
En 2016 fichó por CAA (Creative Artists Agency), la agencia de representación más importante de Hollywood, empezando a trabajar con la publicista Anett Wolf, quien también gestiona la imagen pública de Cate Blanchett o Cindy Crawford. La imagen de Ana de Armas se ha visto especialmente favorecida después de su salto a Hollywood.
Ana ha pasado por algunas de las estilistas más importantes de EE. UU. cómo Micaela Erlanger, la misma que trabaja con Meryl Streep, o Karla Welch, quién ha vestido a celebridades cómo Olivia Wilde, Sarah Paulson o Elizabeth Moss. Actualmente esta ligada a la estilista, Samantha McMillen, que es la encargada de los estilismos de Elle Fanning y Brie Larson.
La actriz fue incluida en 2021 en el top 100 de personajes emergentes de la revista Time de artistas, activistas y líderes de la próxima generación. Su compañera en Knives Out Jamie Lee Curtis, reconocida actriz estadounidense, ha calificado su talento como «inconfundible, sus dones son evidentes». También añadió: «Ha llegado una megaestrella: que seas tú la estrella que brilla alto y fuerte, Ana de Armas». Mientras que la crítica especializa la han mencionado, «como una de las actrices con mejor primer plano del Hollywood actual».
Actualmente su representante es Josh Lieberman, el mismo que lleva la carrera de Robert de Niro.

### Publicidad
La actriz ha prestado su imagen a varias campañas publicitarias de marcas americanas como La Mer o Natural Diamond Council, que desde el 2020 sigue siendo embajadora de la marca estadounidense. En 2019, es la cara del nuevo cortometraje de Campari, que dirige Matteo Garrone. En 2021, se convirtió en la embajadora mundial de Estée Lauder.

## Vida personal
Ana de Armas comenzó una relación con el actor español Marc Clotet a mediados de 2010; se casaron en julio de 2011 y se divorciaron de mutuo acuerdo a principios de 2013.Posteriormente, salió con el director y guionista español David Victori desde mediados de 2013 hasta mediados de 2014.
Entre 2015 y 2016 estuvo brevemente comprometida con el agente de talentos estadounidense Franklin Latt durante un año.Al siguiente año, salió con el pintor cubano Alejandro Piñeiro Bello de 2017 a 2018.
Más adelante, estuvo en una relación con el actor y cineasta estadounidense Ben Affleck, a quien conoció en el set de Deep Water en el otoño de 2019. En enero de 2021, terminaron su relación tras poco más de un año de noviazgo.
En abril de 2023, se hace pública su relación sentimental con el actor y empresario, Paul Boukadakis, también vicepresidente de Tinder.Con el cuál empezó en 2020 tras conocerse por unos amigos en común, y aún estando con Affleck. La relacion finalizó en 2024, tras verse ella en una relación con otra persona.
En noviembre de 2024, De Armas recibió críticas de los cubanoamericanos por salir con Manuel Anido Cuesta, el hijastro del presidente cubano Miguel Díaz-Canel y a quien algunos consideran un líder autoritario que supervisa un régimen represivo.
En febrero de 2025 se filtra unas imágenes de la cubana junto al actor, 25 años mayor a ella, Tom Cruise en un restaurante de Londres. Sin embargo, se conoce por fuentes cercanas a los actores que empezaron a verse a finales de 2024, y actualmente siguen en una relación sentimental.
Es íntima amiga de Chris Evans y Elena Furiase, con quien sigue manteniendo el contacto desde su primer encuentro en el rodaje de El internado; así como también de Claudia Valdés, junto a la que estudió en la Escuela Nacional de Arte.
Mientras presentaba Saturday Night Live el 15 de abril de 2023, declaró que recibiría la ciudadanía estadounidense en tres semanas.

## Filmografía

### Cine
| Año  | Título original        | Personaje                    | Notas                                           | Director                        |
| ---- | ---------------------- | ---------------------------- | ----------------------------------------------- | ------------------------------- |
| 2006 | Una rosa de Francia    | Marie                        |                                                 | Manuel Gutiérrez Aragón         |
| 2007 | Madrigal               | Stella Maris                 |                                                 | Fernando Pérez Valdés           |
| 2008 | Y de postre, qué       | Laura                        | Cortometraje                                    | Fernando González Gómez         |
| 2009 | Mentiras y gordas      | Carola                       |                                                 | Alfonso Albacete y David Menkes |
| 2009 | Ánima                  | Julieta                      | Cortometraje                                    | Ana Victoria Pérez              |
| 2010 | Despicable Me          | Margo Gru                    | Voz en doblaje español de España                | Pierre Coffin y Chris Renaud    |
| 2011 | El callejón            | Rosa / Laura                 |                                                 | Antonio Trashorras              |
| 2011 | Perrito chino          | Sabina                       | Cortometraje                                    | Fran Gil-Ortega                 |
| 2013 | Faraday                | Inma Murga                   |                                                 | Norberto Ramos del Val          |
| 2014 | Por un puñado de besos | Sol                          |                                                 | David Menkes                    |
| 2015 | Anabel                 | Cris                         |                                                 | Antonio Trashorras              |
| 2015 | Knock Knock            | Bel                          |                                                 | Eli Roth                        |
| 2016 | Exposed                | Isabel de la Cruz            |                                                 | Gee Malik Linton                |
| 2016 | Hands of Stone         | Felicidad Iglesias           |                                                 | Jonathan Jakubowicz             |
| 2016 | War Dogs               | Iz                           |                                                 | Todd Phillips                   |
| 2017 | Overdrive              | Stephanie                    |                                                 | Antonio Negret                  |
| 2017 | Blade Runner 2049      | Joi                          |                                                 | Denis Villeneuve                |
| 2018 | Corazón                | Elena Ramírez                | Mediometraje                                    | John Hillcoat                   |
| 2019 | The Informer           | Sofia Hoffman                |                                                 | Andrea Di Stefano               |
| 2019 | Yesterday              | Roxanne                      | Solo trailer, escenas eliminadas de la película | Danny Boyle                     |
| 2019 | Wasp Network           | Ana Margarita Martínez       |                                                 | Olivier Assayas                 |
| 2019 | Knives Out             | Marta Cabrera                |                                                 | Rian Johnson                    |
| 2019 | Entering Red           | Ana                          | Cortometraje                                    | Matteo Garrone                  |
| 2020 | Sergio                 | Carolina Larriera            |                                                 | Greg Barker                     |
| 2020 | The Night Clerk        | Andrea Rivera                |                                                 | Michael Cristofer               |
| 2021 | No Time to Die         | Paloma                       |                                                 | Cary Fukunaga                   |
| 2022 | Deep Water             | Melinda Van Allen            |                                                 | Adrian Lyne                     |
| 2022 | The Gray Man           | Dani Miranda                 |                                                 | Joe y Anthony Russo             |
| 2022 | Blonde                 | Norma Jeane / Marilyn Monroe |                                                 | Andrew Dominik                  |
| 2023 | Ghosted                | Sadie Rhodes                 | También productora                              | Dexter Fletcher                 |
| 2024 | Eden                   | Eloise Bosquet de Wagner     |                                                 | Ron Howard                      |
| 2025 | Ballerina              | Eve «Rooney» Macarro         |                                                 | Len Wiseman                     |

### Televisión
| Año       | Título               | Personaje                   | Notas                                          | Cadena   |
| --------- | -------------------- | --------------------------- | ---------------------------------------------- | -------- |
| 2007      | El edén perdido      | Gloria                      | Película para televisión                       | Antena 3 |
| 2007–2010 | El internado         | Carolina «Carol» Leal Solís | Elenco principal; 52 episodios (Temp 1-Temp 6) | Antena 3 |
| 2010–2011 | Hispania, la leyenda | Nerea                       | Elenco principal; 17 episodios (Temp 1-Temp 2) | Antena 3 |

## Videoclips
- 2009 - «Mundo frágil» de Sidecars.
- 2011 - «Gipsy funky love me do» de Rosario Flores.
- 2018 - «Everyday» de Orishas.
- 2020 - «Antes que el mundo se acabe» de Residente.

## Premios y nominaciones
| Año  | Categoría    | Trabajo nominado | Resultado | Ref.    |
| ---- | ------------ | ---------------- | --------- | ------- |
| 2023 | Mejor actriz | Blonde           | Nominada  | [ 104 ] |

| Año  | Categoría                        | Trabajo nominado | Resultado | Ref.    |
| ---- | -------------------------------- | ---------------- | --------- | ------- |
| 2020 | Mejor actriz - Comedia o musical | Knives Out       | Nominada  | [ 105 ] |
| 2023 | Mejor actriz - Drama             | Blonde           | Nominada  | [ 106 ] |

| Año  | Categoría    | Trabajo nominado | Resultado | Ref.    |
| ---- | ------------ | ---------------- | --------- | ------- |
| 2023 | Mejor actriz | Blonde           | Nominada  | [ 107 ] |

| Año  | Categoría    | Trabajo nominado | Resultado | Ref.    |
| ---- | ------------ | ---------------- | --------- | ------- |
| 2023 | Mejor actriz | Blonde           | Nominada  | [ 108 ] |

| Año  | Categoría    | Trabajo nominado | Resultado | Ref.    |
| ---- | ------------ | ---------------- | --------- | ------- |
| 2023 | Mejor actriz | Blonde           | Nominada  | [ 109 ] |

| Año  | Categoría               | Trabajo nominado  | Resultado | Ref.    |
| ---- | ----------------------- | ----------------- | --------- | ------- |
| 2018 | Mejor actriz de reparto | Blade Runner 2049 | Nominada  | [ 110 ] |
| 2021 | Mejor actriz de reparto | Knives Out        | Ganadora  | [ 111 ] |

| Año  | Categoría                        | Trabajo nominado | Resultado | Ref.    |
| ---- | -------------------------------- | ---------------- | --------- | ------- |
| 2020 | Mejor reparto en una película    | Knives Out       | Ganadora  | [ 112 ] |
| 2020 | Mejor actriz - Musical o comedia | Knives Out       | Nominada  | [ 113 ] |

| Año  | Categoría                                    | Trabajo nominado      | Resultado | Ref.    |
| ---- | -------------------------------------------- | --------------------- | --------- | ------- |
| 2020 | Mejor actriz en una producción internacional | Knives Out            | Ganadora  | [ 114 ] |
| 2022 | Mejor actriz en una producción internacional | Sin tiempo para morir | Ganadora  | [ 115 ] |
| 2023 | Mejor actriz en una producción internacional | Blonde                | Ganadora  | [ 116 ] |

| Año  | Premio                   | Categoría                        | Trabajo nominado | Resultado | Ref.    |
| ---- | ------------------------ | -------------------------------- | ---------------- | --------- | ------- |
| 2019 | National Board of Review | Mejor reparto                    | Knives Out       | Ganadora  | [ 117 ] |
| 2019 | Premios Golden Schmoes   | Actuación revolucionaria del año | Knives Out       | Ganadora  | [ 118 ] |
| 2019 | Premios IGN Summer Movie | Mejor actriz                     | Knives Out       | Nominada  | [ 119 ] |
| 2020 | Critics' Choice Awards   | Mejor reparto                    | Knives Out       | Nominada  | [ 120 ] |
| 2020 | Premios Gold Derby       | Mejor reparto                    | Knives Out       | Nominada  | [ 121 ] |
| 2020 | Premios Gold Derby       | Mejor intérprete revolucionario  | Knives Out       | Nominada  | [ 121 ] |
| 2020 | Premios Imagen           | Mejor actriz                     | Knives Out       | Nominada  | [ 122 ] |